# Орден «За заслуги» (Болгария)
Орден «За заслуги» (болг. Орден «За заслуга») был учреждён 25 декабря 1881 года указом князя Александра Баттенберга.

## Положение о награде
Орденом  «За заслуги» награждаются военнослужащие офицерских званий за заслуги в военное (с лентой ордена «За храбрость») и мирное время (с лентой ордена «Святой Александр»).

## Описание
Существуют три эмиссии по две разновидности в каждой. Знаки ордена каждой из эмиссий изготовлялись из серебра и представляют собой круглый медальон, обрамленный лавровым венком, диаметром 34 мм. На лицевой стороне изображён образ царствующего монарха, а на оборотной стороне — коронованный болгарский лев на германском готическом щите. По сторонам щита — лавровые ветви и надпись «За заслуга». Медальон наложен на скрещённые мечи. При различных эмиссиях встречаются различия в толщине шрифта, ширине венка и форме щита.

## Знаки ордена
I-я Баттенберговская эмиссия
- Первая Баттенберговская эмиссия
- Вторая Баттенберговская эмиссия

II-я Фердинандовская эмиссия
- Княжеская Фердинандовская эмиссия
- Царская Фердинандовская эмиссия

III-я Борисовская эмиссия
- Первая Борисовская эмиссия
- Вторая Борисовская эмиссия